# Lampanyctus turneri
Lampanyctus turneri és una espècie de peix de la família dels mictòfids i de l'ordre dels mictofiformes.

## Morfologia
- Els mascles poden assolir 7 cm de longitud total.[4]

## Hàbitat
És un peix marí i d'aigües profundes que viu fins als 1.757 m de fondària.

## Distribució geogràfica
Es troba a l'Índic i a l'oest del Pacífic, incloent-hi el Japó i Taiwan.